# Bill Shankly
William „Bill” Shankly, OBE (n. 2 septembrie 1913, Glenbuck⁠(d), Ayrshire⁠(d), Scoția, Regatul Unit al Marii Britanii și Irlandei – d. 29 septembrie 1981, Liverpool, Anglia, Regatul Unit) a fost unul dintre cei mai respectați și de succes antrenori din fotbalul din Marea Britanie. Shankly a fost, de asemenea, un jucător bun, a cărui carieră a fost întreruptă de Al Doilea Război Mondial. A jucat peste 300 de meciuri în The Football League pentru Preston North End și a reprezentat Scoția de șapte ori, de asemenea a jucat pentru Partick Thistle și Carlisle United.
Este cel mai cunoscut pentru perioada petrecută la Liverpool, iar sosirea sa în 1959 a transformat clubul. Pe teren, Liverpool a promovat în prima divizie în 1962 și a devenit campioana ligii în 1964. În afara terenului, Shankly a introdus noi metode de antrenament, a decis să schimbe culorile echipei acasa, la dungi roșii pe tot echipamentul, a pus semnul This is Anfield la intrare în tunel, a fost uimit după ce a auzit „You'll Never Walk Alone” transformându-l în imnul clubului și a semnat cu unii dintre cele mai mari jucători care au jucat la club vreodată.

## Palmares

### Jucător
- Locul doi Second Division 1934 (cu Preston North End)
- Finalist FA Cup 1937 FA Cup . (cu Preston North End)
- Câștigător FA Cup 1938. (cu Preston North End)
- Câștigător Wartime Cup 1941 (cu Preston North End)

### Antrenor
Liverpool
- First Division
  - Campioni: 1963–64, 1965–66, 1972–73
  - Locul doi: 1968–69, 1973–74

- Second Division
  - Campioni: 1961–62

- FA Cup
  - Câștigători: 1965, 1974
  - Locul doi: 1971

- UEFA Cup
  - Câștigători: 1973

- European Cup Winners Cup
  - Locul doi: 1966

- FA Charity Shield
  - Câștigători: 1966, 1974
  - Shared: 1964, 1965

- 1973 Antrenorul englez al anului